# Almira

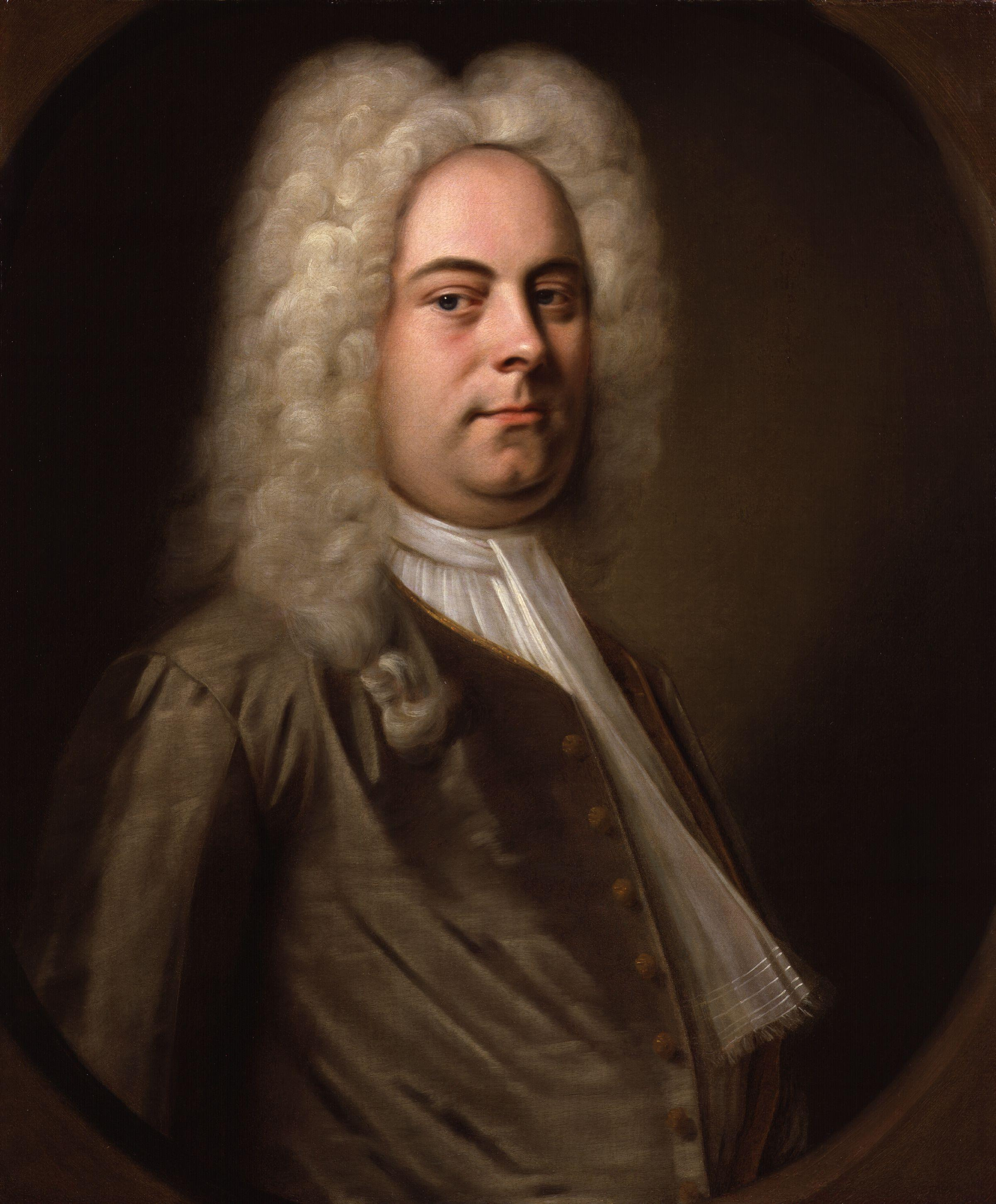
Georg Friedrich Händel

Almira, Königin von Castilien (HWV 1) eller Der in Krohnen erlangte Glückswechsel, är en opera i tre akter med musik av  Georg Friedrich Händel. Librettot skrevs av Friedrich Christian Feustking och byggde på Giulio Pancieris L'Almira som skrevs till Giuseppe Boniventis opera (1691). Det var Händels första opera. 

## Historia
Händel kom till Hamburg 1703 som violinist och cembalist vid teatern vid Gänsemarkt. Hans första opera, annonserad som sångspel, trots att den inte har talad dialog, uruppfördes den 8 januari 1705 under ledning av Reinhard Keiser. Den är sannolikt komponerad månaderna före premiären. Librettot skrevs av italienaren Giulio Pancieri i Venedig 1691. Händel använde en översättning av Christian Feustking.
Operan var en succé och den framfördes tjugo gånger innan den ersattes av Händels nästa opera Nero, vars musik inte finns bevarad. Det första framförande i modern tid skedde vid Händelfestspelen i Bad Lauchstädt den 4 juni 1994.

## Roller
| Roll                           | Rösttyp | Besättning vid premiären den 8 januari 1705. (Dirigent: Reinhard Keiser) |
| ------------------------------ | ------- | ------------------------------------------------------------------------ |
| Almira, Drottning av Kastilien | sopran  | Conradin                                                                 |
| Edilia, en prinsessa           | sopran  | Barbara Keiser                                                           |
| Consalvo, Almira's beskyddare  | bas     | Gottfried Grünewald                                                      |
| Osman, hans son                | tenor   | Johann Konrad Dreyer                                                     |
| Fernando, en föräldralös       | tenor   | Johann Mattheson                                                         |
| Raymondo, Kung av Mauretanien  | bas     | Gottfried Grünewald                                                      |
| Bellante, Prinsessa av Aranda  | sopran  | Rischmüller                                                              |
| Tabarco                        | tenor   | Christoph Rauch                                                          |

## Grammofoninspelningar
- 1994: Andrew Lawrence-King (dirigent); Fiori musicali; Ann Monoyios (Almira), Kinda Gerrard (Bellante), David Thomas (Consalvo), Patricia Rosario (Edilia), James MacDougall (Fernando), Douglas Nasrawi (Osman), Olaf Haye (Raymondo), Christian Elsner (Tabarco). Studioinspelning med recitativ på tyska och arior på italienska (CPO 999275)